# 아르케스트라토스
아르케스트라토스(그리스어: Ἀρχέστρατος, 라틴어: Archestratus)는 고대 그리스의 시인으로서 시칠리아에서 태어났다. 기원전 4세기에 글을 쓰면서 시를 쓰기 시작했으며 지중해 연안에서 최고로 손꼽히던 요리에 대해서 편찬했다. 해산물과 포도주에 대한 설명란을 두고 있다. 기원전 3, 4세기에 쓴 그의 시는 다른 시인에 인용되면서 주목을 받기도 했다.
아르케스트라토스가 쓴 62개의 시구는 남아 라틴어로 변형/번역됐다.

## 관련 서적
- Andrew Dalby, "Archestratos: where and when?" in Food in antiquity ed. John Wilkins and others (Exeter: Exeter University Press, 1995) pp. 400-412.
- S. Douglas Olson and Alexander Sens, Archestratos of Gela: Greek Culture and Cuisine in the Fourth Century BCE. Oxford: Oxford University Press, 2000. [Text, translation, commentary.]
- John Wilkins, Shaun Hill, Archestratus: The life of luxury. Totnes: Prospect Books, 1994.